# Doctor Zhivago (soundtrack)
Doctor Zhivago is de originele soundtrack, gecomponeerd en gedirigeerd door Maurice Jarre voor de film Doctor Zhivago uit 1965 van David Lean. Het album werd uitgebracht in 1965 door MGM Records.

## Achtergrond
De partituur werd uitgevoerd door de MGM Studio Orchestra en opgenomen in de MGM Studios. Misschien wel de bekendste compositie van de soundtrack is "Lara's Theme". Het thema wordt gebruikt als leidmotief en verschijnt in verschillende delen van de film. 
De soundtrack kreeg lovende kritieken en won de Oscar voor beste originele muziek, substantieel origineel en de Grammy Award voor beste originele muziek geschreven voor een film of televisieprogramma.
Volgens het Amerikaans weekblad Billboard werden er in 1967 meer dan 1,4 miljoen exemplaren van het album verkocht.
In 1995 bracht Rhino Movie Music een uitgebreide editie uit als 30e jubileumeditie, met 45 nummers en een totale lengte van 69 minuten en 27 seconden.

## Tracklijst
Alle muziek en teksten zijn geschreven door Maurice Jarre. 
| 1.                 | Overture from Doctor Zhivago     | 4:10 |
| 2.                 | Main Title from Doctor Zhivago   | 2:37 |
| 3.                 | Lara Leaves Yuri                 | 1:25 |
| 4.                 | At The Student Cafe              | 1:30 |
| 5.                 | Komarovsky And Lara's Rendezvous | 3:49 |
| 6.                 | Revolution                       | 3:59 |
| 7.                 | Lara's Theme from Doctor Zhivago | 2:50 |
| 8.                 | The Funeral                      | 3:05 |
| 9.                 | Sventytski's Waltz               | 2:12 |
| 10.                | Yuri Escapes                     | 2:16 |
| 11.                | Tonya Arrives At Varykino        | 3:39 |
| 12.                | Yuri Writes A Poem For Lara      | 2:35 |
| Totale duur: 34:07 |                                  |      |

## Hitnoteringen

### NPO Klassiek Filmmuziek Top 200
| Doctor Zhivago in de NPO Klassiek Filmmuziek Top 200 | Doctor Zhivago in de NPO Klassiek Filmmuziek Top 200 | Doctor Zhivago in de NPO Klassiek Filmmuziek Top 200 | Doctor Zhivago in de NPO Klassiek Filmmuziek Top 200 | Doctor Zhivago in de NPO Klassiek Filmmuziek Top 200 | Doctor Zhivago in de NPO Klassiek Filmmuziek Top 200 | Doctor Zhivago in de NPO Klassiek Filmmuziek Top 200 | Doctor Zhivago in de NPO Klassiek Filmmuziek Top 200 |
| Jaar                                                 | 2016                                                 | 2017                                                 | 2018                                                 | 2022                                                 | 2023                                                 | 2024                                                 | 2025                                                 |
| ---------------------------------------------------- | ---------------------------------------------------- | ---------------------------------------------------- | ---------------------------------------------------- | ---------------------------------------------------- | ---------------------------------------------------- | ---------------------------------------------------- | ---------------------------------------------------- |
| Positie                                              | 14                                                   | 27                                                   | 34                                                   | 50                                                   | 53                                                   | 50                                                   | 55                                                   |

## Prijzen en nominaties
| Jaar | Prijs                 | Categorie                                                           | Genomineerde(n)                | Uitslag     |
| ---- | --------------------- | ------------------------------------------------------------------- | ------------------------------ | ----------- |
| 1966 | Academy Award (Oscar) | beste originele muziek, substantieel origineel                      | Doctor Zhivago – Maurice Jarre | Gewonnen    |
| 1966 | Golden Globe          | Beste filmmuziek                                                    | Doctor Zhivago – Maurice Jarre | Gewonnen    |
| 1967 | Grammy Award          | Album of the Year                                                   | Doctor Zhivago – Maurice Jarre | Genomineerd |
| 1967 | Grammy Award          | Best Instrumental Performance (Other Than Jazz)                     | Doctor Zhivago – Maurice Jarre | Genomineerd |
| 1967 | Grammy Award          | Best Original Score Written for a Motion Picture or Television Show | Doctor Zhivago – Maurice Jarre | Gewonnen    |